# António Variações
António Joaquim Rodrigues Ribeiro, conocido por António Variações (3 de diciembre de 1944 - 13 de junio de 1984), fue un cantante y compositor portugués de inicios de los años 80. Su corta discografía siguió influenciando la música portuguesa en las décadas posteriores a su precoz desaparición con 39 años.

## Biografía
Variações nació en Lugar de Pilar, una pequeña aldea de la freguesia de Fiscal en el municipio de Amares, distrito de Braga. Hijo de los campesinos Deolinda de Jesús y Jaime Ribeiro, Tonito (como la madre le llamaba) tenía nueve hermanos. Su infancia estuvo dividida entre los estudios y el trabajo en el campo, para ayudar a los padres. Jaime tocaba cavaquinho y el acordeón y fue la primera inspiración de Variações, que de muy joven reveló su pasión por la música en las romerías y en el folclore locales.
A los 11 años tuvo su primer empleo, en Caldelas, y un año después partió para Lisboa. Ahí, trabajó como aprendiz de oficina, barbero, dependiente y cajero. Le siguió el servicio militar en Angola y la aventura por el extranjero: Londres en 1975 y Ámsterdam meses después, donde descubrió un nuevo mundo, queriendo traer para Portugal una nueva manera de vivir. Fue en esta última ciudad donde aprendió la profesión de barbero que más tarde ejerció en Lisboa, a su vuelta.
Con la ayuda de su amigo y compañero Fernando Ataíde, Variações fue admitido en Ayer, la primera peluquería unisex de Portugal. Ataíde era además su amante y Variações asumió de esa forma su orientación sexual. Tras Ayer, pasó por un salón en el Centro Comercial Alvalade y solo más tarde abrió una barbería en la Baja lisboeta.
Al mismo tiempo se inició en el espectáculo con el grupo Variações, atrayendo rápidamente la atención. Por un lado, su visual excéntrico no pasaba desapercibido y, por otro, su estilo musical combinaba varios géneros, como el rock, el pop, el blues y el fado. En 1978, se presentó a la editora Valentim de Carvalho y firmó un contrato.
La discoteca Trumps y el Rock Rendez-Vous fueron los locales donde Variações se presentó al público. En 1981, sin haber editado hasta ese momento nada, participó en el programa de televisión de Júlio Isidro, El Paseo de los Alegres. Su música y su estilo propio e inconfundible hicieron que enseguida alcanzase una cierta fama.
Editó su primero sencillo con los temas Povo que lavas no rio de Amália Rodrigues (su mayor referencia) y Estou além. Poco después grabó su primer LP, Anjo da Guarda con diez canciones, todas de su autoría, donde destacaron los éxitos É p'ra amanhã y O corpo é que paga.
En 1984 lanzó su segundo trabajo, titulado Dar e receber. Era febrero, y dos meses después, el 22 de abril, Variações dio su último concierto en la aldea de Viatodos, municipio de Barcelos, durante las fiestas de la Isabelinha. Después, solo aparecería una vez más en público, en el programa A Festa Continua, de Júlio Isidro.
Cuando Canção de Engate invadió las radios, António Variações ya se encontraba ingresado en el Hospital Pulido Valente debido a un problema bronquítico-asmático. Transferido a la Clínica de la Cruz Roja, murió el 13 de junio, víctima de una bronconeumonía, probablemente causada por el sida. El actor nederlandés Jelle Balder, con quien mantenía una relación amorosa, fue su compañero hasta a la muerte. Se especula que fue la primera figura pública portuguesa que murió víctima del sida.
Veinte años después de su muerte, en diciembre de 2004, fue lanzado un álbum homenaje, con canciones de su autoría que nunca habían sido editadas; siete conocidos músicos portugueses formaron la banda Humanos y grabaron 12 canciones seleccionadas de un conjunto de casetes «perdidas» en el patrimonio de Variações, administrado por su hermano, Jaime Ribeiro.
En una entrevista, António Variações explicó el nombre escogido:« Variações [variaciones] es una palabra que sugiere elasticidad, libertad. Y es exactamente eso lo que yo soy y lo que hago en el campo de la música. Aquello que canto es heterogéneo. No quiero encaminarme por un estilo. No soy limitado. Tengo la preocupación de hacer cosas en varios estilos.»

## Discografía

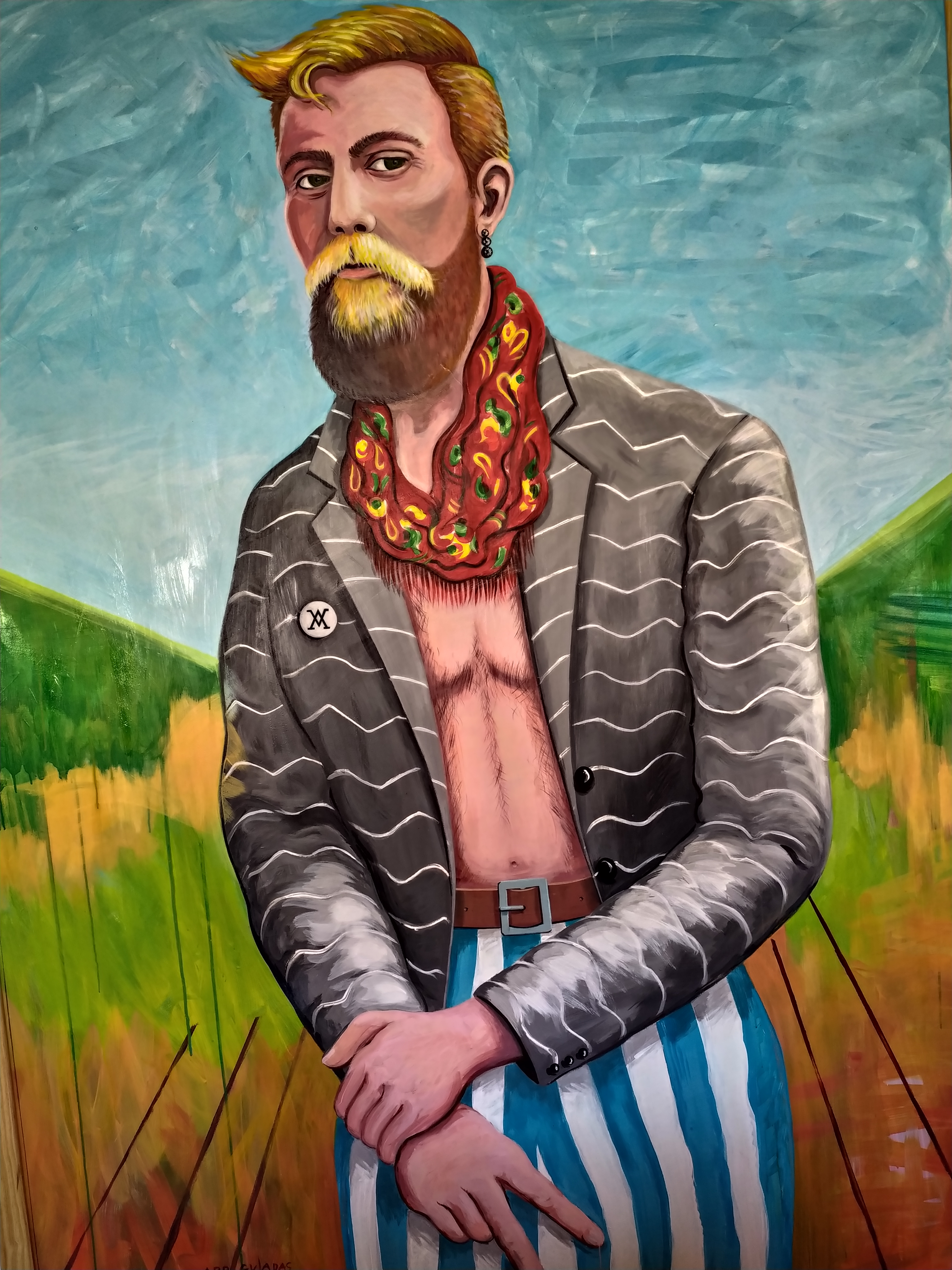

- 1982 - Povo que lavas no rio / Estou além [sencillo]
- 1983 - Anjo da guarda [álbum]
- 1983 - É p'ra amanhã... / Quando fala um português... [sencillo]
- 1984 - Dar & receber [álbum]
- 1997 - Canção de engate [sencillo]
- 1997 - O melhor de António Variações [recopilación]
- 1997 - ...O corpo é que paga / É p'ra amanhã... (remezclado por Nuno Miguel) [sencillo]
- 1998 - Anjo da guarda [remasterizado, incluye una pista extra con Povo que lavas no rio]
- 1998 - Minha cara sem fronteiras-entre Braga e Nova Iorque [sencillo]
- 2000 - Dar & receber [remasterizado, incluye tres versiones (dos remezclas) del inédito Minha cara sem fronteiras]
- 2006 - A história de António Variações - entre Braga e Nova Iorque [recopilación]

## Versiones
- 1987 - Delfins - Canção do engate
- 1989 - Lena D'água - Tu aquí [álbum de inéditos de Variações]
- 1994 - Variações - As canções de António [álbum tributo]
- 1995 - Amarguinhas - Estou além
- 1995 - Íris - Estou Além
- 1996 - MDA - Dar E Receber
- 1996 - MDA - Estou Além
- 2004 - Donna Maria - Estou Além
- 2004 - Funkoffandfly - Dar e receber
- 2005 - RAMP - Anjinho da Guarda
- 2006 - Humanos - Humanos [álbum de inéditos de Variações]